# Attard
Attard (en maltés: Ħ'Attard) es un consejo local ubicado cerca del centro de la isla de Malta, con una población de aproximadamente 10 000 habitantes. Junto con Balzan y Lija forman lo que es conocido como "Las Tres Ciudades". Attard se convirtió en una parroquia en el año 1499.
Los lugares de interés más notables incluyen: los jardines botánicos San Anton, el estadio nacional, el parque nacional y "Crafts Village" en Ta' Qali. La residencia oficial del presidente también está situada en Ħ'Attard.
Attard es el lugar de nacimiento del arquitecto Tumas Dingli, que es reconocido por su trabajo en los acueductos de Wignacourt, la "Porta Reale", entrada a La Valeta y varias iglesias, de las cuales sólo la de Attard, con su impresionante fachada, permanece inalterada.
La Virgen María es la santa patrona de Attard. La fiesta en su honor se celebra el 15 de agosto, fiesta nacional de Malta. El párroco es Fr.Dione Cutajar.
Líneas de autobús que llevan a Ħ'Attard: 40, 84, 80, 81
- Datos: Q44557
- Multimedia: Attard / Q44557